# Socket J
Socket J (також відомий, як LGA 771) — роз'єднувач для мікропроцесорів, запропонований компанією Intel у 2006 році. Використовується для під'єднання серверних процесорів, як то Dual-Core Xeon (кодові ім'я «Dempsey» та «Woodcrest»), а також Quad-Core Clovertown. Наприклад Xeon серій 5000, 5200, 5300, 5400 і Intel Core 2 Extreme QX9775.
На даний час, слово сокет («socket») є невдалим, оскільки материнська плата LGA771 не має роз'єднувачів отворів. Роз'єм виконаний в форматі Land Grid Array, тобто містить пружинні контакти, до яких за допомогою спеціального тримача і важеля притискається процесор. Всього таких контактів 771 (звідси й назва). Крок між контактами по горизонталі - 1,09 мм, по вертикалі - 1,17 мм. Загальний розмір роз'єму - 58 на 60,84 мм. 
Літера «J» у слові «Socket J» є першою літерою у кодовому імені процесора, «Jayhawk». Він проектувався, як наступник для Socket 604, і запозичив більшу частину своєї конструкції в LGA 775.

## Основні особливості процесорів для LGA771
- кількість ядер – від 1 до 4;
- частота – до 3500 MHz;
- TDP – до 150 W;
- кеш-пам'ять – дворівнева, до 12 Mb;
- системна шина – FSB, від 800 до 1600 MHz;
- техпроцес виготовлення – 45nm (архітектури Harpertown, Yorkfield, Wolfdale) або 65nm (архітектури Woodcrest, Clovertown, Conroe).
- вбудовані відеоядро, контролер пам'яті, контролер PCIe – відсутні;
- авторазгін, багатопоточність – відсутні.[1]

Процесори для LGA771 за архітектурою та основними характеристиками майже не відрізняються від процесорів для LGA775. Тому багато з них прекрасно працюють на материнських платах з LGA775. Потрібна лише установка модифікованої прошивки BIOS материнської плати і наявність спеціального перехідника-наклейки.
З використанням LGA771 випускалися як однопроцесорні, так і двопроцесорні системи.

## Чипсети
В материнських платах,  з одним роз'ємом LGA771 в якості системної логіки можуть використовуватися ті ж чіпсети Intel та nVidia, що й для LGA775. Зокрема:
- Intel 965;
- Intel X38, P31, P35, G31, G33, G35, Q33, Q35;
- Intel X48, P43, G41, G43, G45, Q43, Q45;
- nForce 630i, 650i, 680i;
- nForce 740i, 780i, 790i, GeForce 9300, 9400.

В материнських платах з двома роз'ємами LGA771 використовуються чіпсети серії Intel 5000. Південним мостом при цьому служать мікросхеми 6321ESB або 6311ESB (ESB2).

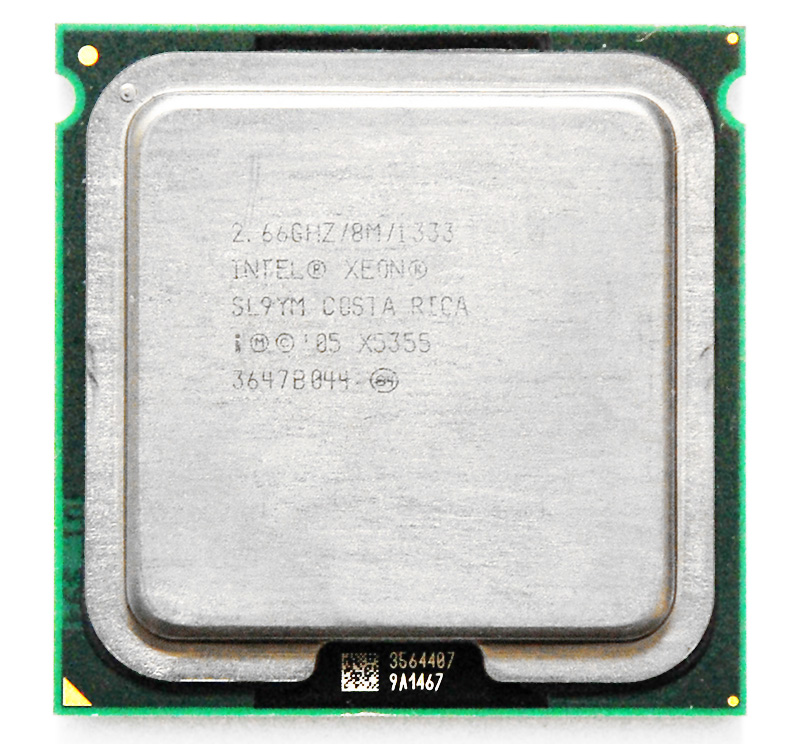
Intel Xeon DP X5355 Clovertown Socket LGA 771 Processor CPU

## Специфікація
Специфікація сокета описується документом «Посібник з механічного проектування роз’єму LGA 771».

## Ревізії
- 001 — червень 2006 р.
- 002 — листопад 2006 р.[2]

## Система охолодження
Пристрій охолодження зміцнюється чотирма гвинтами, відстань між центрами яких 81,28 мм і 38,1 мм. На материнській платі передбачені монтажні отвори діаметром 10,16 мм.

## Рейтинг процесорів LGA771
(розміщені в порядку зниження індексу швидкодії)
| 1.                           | Intel Xeon X5492 4 cor. / 3400 MHz            | 5271 (100%) |
| 2.                           | Intel Xeon X5470 4 cor. / 3330 MHz            | 5193 (99%)  |
| 3.                           | Intel Core 2 Extreme QX9775 4 cor. / 3200 MHz | 5032 (96%)  |
| 4.                           | Intel Xeon X5482 4 cor. / 3200 MHz            | 4987 (95%)  |
| 5.                           | Intel Xeon X5460 4 cor. / 3160 MHz            | 4674 (89%)  |
| 6.                           | Intel Xeon E5450 4 cor. / 3000 MHz            | 4657 (89%)  |
| 7.                           | Intel Xeon X5450 4 cor. / 3000 MHz            | 4377 (84%)  |
| 8.                           | Intel Xeon X3363 4 cor. / 2833 MHz            | 4290 (82%)  |
| 9.                           | Intel Xeon E5440 4 cor. / 2830 MHz            | 4285 (82%)  |
| 10.                          | Intel Xeon E5472 4 cor. / 3000 MHz            | 4223 (81%)  |
| 11.                          | Intel Xeon X5365 4 cor. / 3000 MHz            | 4219 (81%)  |
| 12.                          | Intel Xeon X3353 4 cor. / 2667 MHz            | 4133 (79%)  |
| 13.                          | Intel Xeon L5430 4 cor. / 2660 MHz            | 4091 (78%)  |
| 14.                          | Intel Xeon E5430 4 cor. / 2660 MHz            | 4075 (78%)  |
| 15.                          | Intel Xeon E5462 4 cor. / 2800 MHz            | 4038 (77%)  |
| 16.                          | Intel Xeon X5472 4 cor. / 3000 MHz            | 3977(76%)   |
| 17.                          | Intel Xeon L5420 4 cor. / 2500 MHz            | 3879 (74%)  |
| 18.                          | Intel Xeon X5355 4 cor. / 2660 MHz            | 3680 (70%)  |
| 19.                          | Intel Xeon E5410 4 cor. / 2330 MHz            | 3678 (70%)  |
| 20.                          | Intel Xeon X3323 4 cor. / 2500 MHz            | 3675 (70%)  |
| 21.                          | Intel Xeon E5420 4 cor. / 2500 MHz            | 3660 (70%)  |
| 22.                          | Intel Xeon E5345 4 cor. / 2330 MHz            | 3381 (65%)  |
| 23.                          | Intel Xeon L5410 4 cor. / 2330 MHz            | 3354 (64%)  |
| 24.                          | Intel Xeon L5408 4 cor. / 2133 MHz            | 3202 (61%)  |
| 25.                          | Intel Xeon E5405 4 cor. / 2000 MHz            | 3173 (61%)  |
| 26.                          | Intel Xeon L5335 4 cor. / 2000 MHz            | 3144 (60%)  |
| 27.                          | Intel Xeon E5335 4 cor. / 2000 MHz            | 2804 (54%)  |
| 28.                          | Intel Xeon X5270 2 cor. / 3500 MHz            | 2759 (53%)  |
| 29.                          | Intel Xeon E5320 4 cor. / 1867 MHz            | 2659 (51%)  |
| 30.                          | Intel Xeon L5318 4 cor. / 1600 MHz            | 2654 (51%)  |
| 31.                          | Intel Xeon X5272 2 cor. / 3400 MHz            | 2627 (50%)  |
| 32.                          | Intel Xeon E5240 2 cor. / 3000 MHz            | 2621 (50%)  |
| 33.                          | Intel Xeon E3113 2 cor. / 3000 MHz            | 2587(50%)   |
| 34.                          | Intel Xeon L5310 4 cor. / 1600 MHz            | 2507 (48%)  |
| 35.                          | Intel Xeon L5240 2 cor. / 3000 MHz            | 2420 (46%)  |
| 36.                          | Intel Xeon E5310 4 cor. / 1600 MHz            | 2364 (45%)  |
| 37.                          | Intel Xeon X5260 2 cor. / 3330 MHz            | 2314 (44%)  |
| 38.                          | Intel Xeon E5220 2 cor. / 2330 MHz            | 2028 (39%)  |
| 39.                          | Intel Xeon L5320 4 cor. / 1860 MHz            | 2024 (39%)  |
| 40.                          | Intel Xeon L5238 2 cor. / 2667 MHz            | 1832 (35%)  |
| 41.                          | Intel Xeon LV 5138 2 cor. / 2130 MHz          | 1774 (34%)  |
| 42.                          | Intel Xeon 5160 2 cor. / 3000 MHz             | 1743(34%)   |
| 43.                          | Intel Xeon LV 5133 2 cor. / 2200 MHz          | 1720 (33%)  |
| 44.                          | Intel Xeon L5215м 2 cor. / 1860 MHz           | 1718 (33%)  |
| 45.                          | Intel Xeon LV 5148 2 cor. / 2330 MHz          | 1651(32%)   |
| 46.                          | Intel Xeon 5133 2 cor. / 2200 MHz             | 1606 (31%)  |
| 47.                          | Intel Xeon 5150 2 cor. / 2660 MHz             | 1593 (31%)  |
| 48.                          | Intel Xeon 5140 2 cor. / 2330 MHz             | 1552 (30%)  |
| 49.                          | Intel Xeon E5205 2 cor. / 1860 MHz            | 1517 (29%)  |
| 50.                          | Intel Xeon LV 5128 2 cor. / 1860 MHz          | 1463 (28%)  |
| 51.                          | Intel Xeon 5130 2 cor. / 2000 MHz             | 1439 (28%)  |
| 52.                          | Intel Xeon 5120 2 cor. / 1867 MHz             | 1381 (27%)  |
| 53.                          | Intel Xeon LV 5113 2 cor. / 1600 MHz          | 1293 (25%)  |
| 54.                          | Intel Xeon 5110 2 cor. / 1600 MHz             | 734 (14%)   |
| 55.                          | Intel Celeron 445 1 cor. / 1866 MHz           | 630(12%)    |
| Данні використанні з ресурсу |                                               |             |